# Козаче-Рудченське
Козаче-Рудченське (рос. Казачье-Рудченское) — село у Борисовському районі Бєлгородської області Російської Федерації.
Населення становить 5  осіб. Входить до складу муніципального утворення Грузчанське сільське поселення.

## Історія
Населений пункт розташований у східній частині української суцільної етнічної території — східній Слобожанщині.
Згідно із законом від 20 грудня 2004 року № 159 від 1 січня 2006 року органом місцевого самоврядування було Грузчанське сільське поселення.

## Населення
| 2002 | 2010 |
| ---- | ---- |
| 19   | ↘5   |